# Капела Светог Марка
Капела Светог Марка на Велебиту је православна капела која се налази код Грачаца, на Велебиту. Капела се налази на Црнопцу, врху Велебита.

## Историја
Капела Светог Марка на Велебиту саграђена је 1863. године. Димензије цркве су у основи дужине 9,50 м и ширине 5,90 м. Капела је смештена на југоисточном делу Велебита на надморској висини од 698 метара и рељефно је изолована.
Цркву су запалили партизани 1943. године. Обновили су је у пролеће 1944. године борци Грачачке четничке бригаде и омладина из околних села. Главни мајстор био је Петар Јерковић из Граба, борац и старешина у тој бригади.
После рата капела је остала под кровом, али је њена унутрашњост потпуно девастирана.
Капела је у послератном периоду била врло значајна кад је реч о верским и националним осећањима народа с тог подручја пошто су Грачац и околна села остала без иједне православне цркве. То је дакле био једини православни храм у коме је у току лета једанпут годишње служена литургија, а родитељи или сродници доносили децу на крштење.
Капела је 1965. године поправљена, уграђен је иконостас и од тада је литургија служена три пута годишње.
Капела Светог Марка је метох оближњег Манастира Светог Јована Крститеља који се налази у Метку.

## Пећина Светиња
Иза саме капеле налази се пећина, првобитно названа Козарева, а након што се прочула легенда о чудотворној води која се слива с њених камених зидова, назива се – Светиња. Све до изградње капеле, службе су вршене у пећини.
Пећина је дуга око 25 метара, а у њој су постављени камени олтари и иконе па се понекад користи за верске обреде (обично на Марковдан). Прилагођавајући се природним ресурсама, један мештанин је у овој пећини изградио бетонске каменице у које се са стена слива вода. Осим верских обреда и сакупљања чудотворне воде, у пећини се могу пронаћи и сталци на које ходочасници остављају одевне предмете у сврху оздрављења. Обичај је и приликом уласка у пећину умити се (или само смочити руке) у сврху оздрављења и упалити свећу.

## Галерија
- Спомен-плоча у знак сећања на прву епископску посету митрополита загребачког Доситеја на Марковдан, 1936. године
- Кућица поред капеле
- Унутрашњост оближње пећине